# Église des Croisettes d'Épalinges
L'église des Croisettes d'Épalinges est un lieu de culte protestant à Épalinges, en Suisse. La paroisse est membre de l'Église évangélique réformée du canton de Vaud, d'obédience calviniste.

## Historique
L'église est construite entre 1660 et 1662. Elle est restaurée entre 1913 et 1915.